# Júnia Segunda
Júnia Segunda foi a segunda filha de Décimo Júnio Silano e Servília Cepião.
Ela era meio-irmã de Bruto, e foi casada com o triúnviro Lépido, com quem teve um filho, Marco Emílio Lépido Menor, executado por planejar o assassinato de Otaviano.